# Editorial Jurídica de Chile

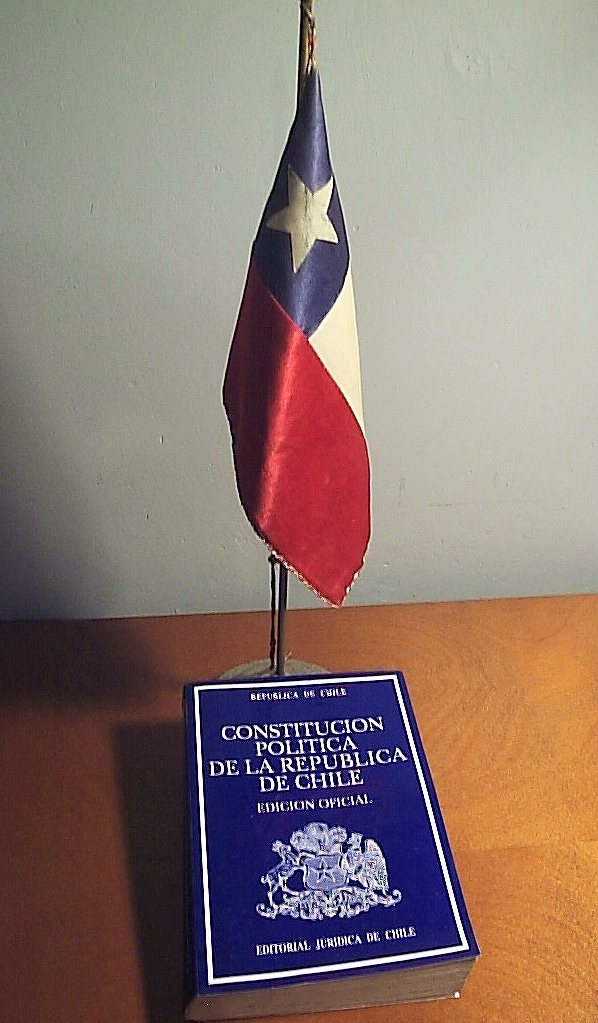
Constitución de 1980, edición de la Editorial Jurídica.

La Editorial Jurídica de Chile, también denominada Editorial Andrés Bello, es una corporación jurídica de derecho público, fundada en 1945 gracias a un acuerdo entre la Facultad de Derecho de la Universidad de Chile y la Biblioteca del Congreso Nacional de Chile (BCN). Entre sus primeras obras a cargo estuvo la coordinación para redactar la Enciclopedia Chilena, proyecto inconcluso a cargo de Jorge Ugarte Vial.
Tiene la exclusividad en la producción de los Códigos oficiales de la República de Chile, lo que fue reafirmado por sentencia del Tribunal Constitucional en el año 2008. Además, publica obras de doctrina y jurisprudencia, por ejemplo la Revista de Derecho y Jurisprudencia y Gaceta de los Tribunales,  existente desde 1903 por iniciativa de Eliodoro Yáñez y de Luis Claro Solar.
Como Editorial Andrés Bello publica obras no especializadas en la jurisprudencia, libros de ficción, no ficción y de literatura infantil.

## Consejo
El decano de la Facultad de Derecho de la Universidad de Chile ocupa el cargo de presidente de la Editorial, mientras que el resto del Consejo Directivo de esta es ocupado por el contralor general de la República, un representante de la Corte Suprema, un representante del Consejo de Rectores de Universidades Chilenas, el presidente del Colegio de Abogados de Chile, un representante del Presidente de la República, designado por el Ministerio de Justicia, el director de la Biblioteca del Congreso Nacional y un representante del Presidente de la República, designado por el Ministerio de Educación.

## Disolución
El 8 de mayo de 2013, el Consejo de la Editorial acordó la disolución de la entidad. La disolución se hará efectiva, según el acuerdo de los participantes, con un proyecto de Ley que incluya, entre otros aspectos:
- La liquidación de la Editorial Jurídica de Chile.
- El traspaso de las marcas “Editorial Jurídica de Chile”, “Editorial Andrés Bello” y “Andrés Bello” a la Universidad de Chile.
- Que las ediciones oficiales de la Constitución Política y los Códigos de la República estén a cargo de una Comisión de Códigos, integrada por la Biblioteca del Congreso, la Contraloría General de la República, el Ministerio de Justicia, el Colegio de Abogados y las universidades, con una secretaría técnica que estaría radicada en la BCN.
- Que la Biblioteca del Congreso sea el lugar donde queden a disposición del público las ediciones oficiales de la Constitución y los Códigos, gratuitas y en formato digital.

Actualmente, el proyecto de ley que disolvería la Editorial Jurídica de Chile, estableciendo las normas para su liquidación (boletín n.º 9116-07) se mantiene estancado en su tramitación legislativa, sin presentar avance alguno desde diciembre de 2014.